# Клодас Пустельний
Клодас Пустельний − персонаж легенд про короля Артура. Французький король, ворог короля Артура.
Імовірно, прототипом Клодаса Пустельного був Хлодвіг.

## Легенда

### Ранні версії
Вперше Клодас з'являється в анонімному лицарському романі Perlesvaus (там він ворог старіючого Артура, і його союзником є Бріан-Острів'янин − зрадливий лицар, що став сенешалем після Кея) та в Другому Продовженні романа Кретьєна де Труа «Персиваль» (там його брат, Каррас, вдирається до Логрії).

### Класична версія
Класична версія історії Клодаса, як і більшости інших персонажів Артуріани, складається в циклі лицарських романів Вульгата. Клодас − один із найскладніших персонажів Артуріани. Автори Вульгати характеризують його як суміш добрих та поганих якостей.
Клодас був вассалом Арамонта, короля Арморики, та тримав від нього Бурж та Беррі. Але він відмовив визнавати Арамонта як сюзерена та переприсяг королю Галлії (який був васалом Риму). Тоді Арамонт покликав на допомогу Утера Пендрагона, разом вони розбили Клодаса та спустошили його землю (Утер помилував тільки місто Бурж, бо там він народився). З того часу вона отримала назвище Пустельна Земля, чим і пояснюється прізвисько Клодаса. Сам Клодас втік та довго переховувався. Коли Утер помер, Клодас вирішив, що це його шанс, повернувся до свого колишнього королівства та оголосив наступ на васальні Армориці королівства Бенвік та Ганніс. Перший наступ Клодаса (де королю-загарбнику допомагали римський намісник Понтій Антоній та німецький герцог Фролло) королю Бенвіка Бану та королю Ганніса Борсу допоміг відбити Артур, але невдовзі звитяжний король Британії опинився перед обличчям купи ворогів на своєму ж острові, і Бан та Борс виявилися беззахисними.
Спершу Клодас завоював Бенвік − не без допомоги Алеома, зрадливого Банового сенешаля (хоча Клодас зневажав зрадників, він не відмовлявся від їхніх послуг). Потім він зайняв і Ганніс. (Королі Бан та Борс померли від горя; сини Борса, Ліонель та Борс-молодший, довго переховувалися в надійних людей, потім потрапили в руки Клодаса − але їх порятувала Вівіана). Клодас подумував і про завоювання Британії, але інкогніто відвідав Камелот, був вражений чеснотами лицарів Круглого Столу та відмовився від цього плану.
Багато років потому Клодас взяв у полон посланців від Гвіневри до Вівіани. Артур поновив війну з Клодасом, розбив його та пожалував його землі Ланселотові. Сам Клодас втік до Рима, і ніхто про нього більше не чув.
Син Клодаса, Клодін, став лицарем Круглого Столу, брав участь у пошуках Грааля та майже впритул до нього підібрався.